# Flandern-Rundfahrt 1974
Die Flandern-Rundfahrt 1974 war die 58. Austragung der Flandern-Rundfahrt, eines eintägigen Straßenradrennens. Es wurde am 31. März 1974 über eine Distanz von 256 km ausgetragen.
Das Rennen wurde von Cees Bal vor Frans Verbeeck und Eddy Merckx gewonnen.

## Teilnehmende Mannschaften
| Profi-Radsportteams (15)- Gan-Mercier-Hutchinson - Watney-Maes Pils - Molteni - MIC-Ludo-de Gribaldy - Carpenter-Confortluxe-Flandria - Bic - IJsboerke-Colner - Brooklyn - Jollj Ceramica - TI-Raleigh - Rokado - Peugeot-BP-Michelin - Gero-Verwarming-Hasselt - Tim Oil-Novy - Frisol-Flair Plastics |
| |

## Ergebnis
|     | Fahrer            | Team                          | Zeit       |
| --- | ----------------- | ----------------------------- | ---------- |
| 1   | Cees Bal          | Gan–Mercier–Hutchinson        | 6h 10' 00" |
| 2   | Frans Verbeeck    | Watney-Maes                   | + 19"      |
| DSQ | Walter Godefroot  | Merlin Plage-Shimano-Flandria | gl. Zeit   |
| 3   | Eddy Merckx       | Molteni                       | gl. Zeit   |
| 4   | Eric Leman        | M.I.C.-Ludo–de Gribaldy       | gl. Zeit   |
| 5   | Marc Demeyer      | Merlin Plage-Shimano-Flandria | + 45"      |
| 6   | Gerben Karstens   | Bic                           | + 51"      |
| 7   | Rik Van Linden    | IJsboerke–Colner              | gl. Zeit   |
| 8   | Patrick Sercu     | Brooklyn                      | gl. Zeit   |
| 9   | Wilfried Wesemael | M.I.C.-Ludo–de Gribaldy       | - 1' 23"   |
| 10  | Walter Planckaert | Watney-Maes                   | - 1' 23"   |